# Dysschema talboti
Dysschema talboti là một loài bướm đêm thuộc phân họ Arctiinae, họ Erebidae.